# Macrodactyla
Macrodactyla is een geslacht van zeeanemonen uit de familie van de Actiniidae.

## Soorten
- Macrodactyla aspera (Haddon & Shackleton, 1893)
- Macrodactyla doreensis (Quoy & Gaimard, 1833)